# Приручна благајна
Приручна благајна представља малу количину сопствених средстава у виду готовог новца коришћену за подмиривање трошкова у случајевима када није паметно вршити исплату путем чека због сметњи и трошкова који могу настати приликом његовог попуњавања, потписивања и уновчавања.
Најчешћи начин књижења трошкова плаћених новцем из приручне благајне је системом зајма.Почетна средства настају издавањем чека на жељени износ. Износ од $100 је, углавном, довољан за мале пословне потребе с обзиром да трошкови који се покривају имају мали износ. Књиговодствени унос ових средстава врши се тако што се на рачуну приручне благајне бележи да дугује, а на текућем рачуну потражује.
Када настану трошкови, чувар средстава надокнађује утрошен новац запосленима , а заузврат добија ваучер приручне благајне са приложеним рачуном/фактуром. У сваком тренутку, укупна вредност готовине и ваучера мора бити једнака почетним средствима.
Када се средства смање, нпр. остане још $20, чувар средстава (рачуновођа или неко од службеника администрације) тражи допуну и подноси ваучере за надокнаду. Под претпоставком да ваучери збирно вреде $80, издаје се чек за допуну у износу од $80. Уписује се дуговање од $80 на рачуну пословних трошкова. Када се чек уновчи, чувар поново има готов новац у почетном износу од $100.

## Ревизија
Надзор приручне благајне је важан због потенцијалне злоупотребе. Надзор приручне благајне може бити постављање границе (нпр. 10% укупних средстава) на исплате као и вршење месечних ревизија од стране особе која није чувар. Коришћење приручне благајне је толико распрострањено да се ваучери, коришћени за надокнаду средстава, могу наћи у било којој продавници канцеларијског материјала.
Дневник приручне благајне једна је од дневних књига коришћених у рачуноводству и двојном рачуноводственом систему.